# Aerodynamische strips
In 1998 werden bij de Olympische Winterspelen in Nagano voor het eerst aerodynamische strips toegepast op schaatspakken. De strips werden ontwikkeld door twee onderzoekers van de Technische Universiteit Delft: dr.ir. L.L.M. Veldhuis en ir. W.A. Timmer, beide werkzaam bij de Faculteit Lucht- en Ruimtevaarttechniek.
De werking van de strips is gebaseerd op het kunstmatig veranderen van het karakter — van laminair naar turbulent — van de grenslaag. De grenslaag is de laag lucht die wordt afgeremd door viskeuze wrijving langs het oppervlak.

## Grenslaagstroming

Een laminaire grenslaag aan het bovenstroomse begin van een vlakke plaat. Stroomsnelheidsprofielen bij de bovenstroomse rand en verderop in de grenslaag.

Wanneer lucht (of vloeistof) langs een oppervlak stroomt wordt deze afgeremd door wrijving.
Het gevolg is dat er een laagje ontstaat met een snelheidsverdeling die loopt van de (ongestoorde) snelheid aan de buitenkant van de grenslaag tot nul op de wand.
Bij stompe voorwerpen (zoals een menselijk lichaam) treedt loslating op van de laminaire stroming, aan de zijkant van het lichaam. Het resultaat is een groot gebied waarin de lucht met het lichaam wordt meegezogen (het zogenaamde zog). De luchtweerstand, die met name het gevolg is van drukverschillen aan de voor- en achterzijde, neemt hierdoor sterk toe. Wordt de lucht echter eerst verstoord door zigzagstrips dan ontstaat een turbulente grenslaag die in staat is langer het lichaam te volgen. Als gevolg hiervan ontstaat een kleiner zog en daarmee een beduidend lagere weerstand.
Door de strips op het hoofd en de onderbenen aan te brengen (in het geval van een glad pak) wordt de weerstand lokaal verlaagd met circa 50%. Dit leidt bij een schaatser tot een totale weerstandsvermindering van 2% – 5%.

## Verbod door de Internationale Schaatsunie
Op 19 november 2007 werd bekend dat de Internationale Schaatsunie (ISU) heeft besloten om deze strips te verbieden.